# Superstolk
Superstolk (auch: Superstolk 2000, Die Popgruppe Superstolk) ist eine 1995 gegründete deutsche Electro-Punk-Band aus Offenbach am Main. Seit 2005 firmiert Superstolk als Duo und besteht aus den Offenbacher Künstlern Torsten Kauke (Gitarre, Gesang) und Jörg Ritter (Elektronische Beats).

## Geschichte
Unter dem Namen Superstolk 2000 startete Torstn Kauke (Eigenschreibweise) Superstolk 1995 als Solo-Projekt und veröffentlichte noch im selben Jahr sein Debütalbum Ansonsten Schrank als Tape auf seinem eigenen Label Schweinehund Tapes. Aus der Punkrock-Szene kommend, wo er in verschiedenen Bands Gitarre und Bass spielte, beabsichtige Kauke mit der zunächst rein elektronisch erzeugten Musik, ursprünglich nicht mehr, als den Techno-Hype der 1990er Jahre parodistisch zu kommentieren.
In den folgenden Jahren durchlief Superstolk verschiedene Formationen „als Hip-Hop-Trio, als Elektro-Duo, als vierköpfige Rockband“ (Kauke). Zum Jahrtausendwechsel wurde Ende 1999 der Namenszusatz 2000 aufgegeben.
2005 stieß Jörg Ritter zu der Band, die seither als Duo in fester Besetzung arbeitet, live jedoch gelegentlich von Gastmusikern unterstützt wird. Wie Kauke gehörte auch Ritter der Künstlergruppe KiX an und die beiden hatten bereits über ein Jahrzehnt in verschiedenen Projekten zusammengearbeitet. Mit dem Einstieg Ritters begann die Band vermehrt im gesamten Bundesgebiet live zu spielen und regelmäßiger Tonträger zu veröffentlichen.     
Von Beginn an folgten Superstolk bei ihrem Schaffen den politischen und ethischen Prinzipien der Do-it-yourself-Bewegung, nach denen sie bis heute arbeiten. Sie komponieren, schreiben, produzieren und gestalten ihre Veröffentlichungen selbst, und bringen sie größtenteils im Eigenverlag auf Kaukes eigenem Label Unpop Media heraus. Auch die Flyer und Poster für ihre Konzerte gestalten sie größtenteils selbst. Kauke dokumentiert und archiviert das Werk der Band ausführlich auf seinem Blog Torstn Kauke präsentiert Unpop.   
Stilistisch ist die Musik von Superstolk schwer einzuordnen, es werden Einflüsse aus dem Punk genauso verarbeitet, wie solche aus dem Pop, dem Techno und der elektronischen Musik, dem Jazz  und experimenteller Musik jeglicher Couleur. Kauke und Ritter, beide Absolventen der Hochschule für Gestaltung in Offenbach, geben dem Projekt eine betont künstlerische Ausrichtung. Ihre Auftritte sind teilweise frei improvisiert und nehmen zuweilen den Charakter experimenteller Live-Performances an. Nicht nur musikalisch verlassen Superstolk immer wieder die genretypischen Bereiche.     
2012 wurden Superstolk anlässlich der dOCUMENTA (13) von dem Kunstverein  >top e.V. eingeladen, Konzerte im Rahmen einer, die Documenta begleitenden Veranstaltung zu spielen. Neben einem Konzert im Pot, den Projekträumen des >top e.V, spielte die Band ein Open-Air-Konzert im Documenta Park des Kassler Staatsparks Karlsaue. Einen Zusammenschnitt der bei diesen Auftritten entstandenen Aufnahmen veröffentlichten Superstolk unter dem Titel Kassel als Digital EP. Auf dem 15. Diskurs Festival in Gießen 2015 begleiteten Superstolk die Performance A Lizard Visited us for Breakfast III - Calypso-Banana-Haleluja-Onlineshopping von Marie Gavois und Michel Klöfkorn.
Verschiedentlich begleiteten Superstolk Stummfilm-Aufführungen live mit frei improvisierten Soundtracks, so beispielsweise 2013 den Film Sunrise - A song of two humans (1927) von F. W. Murnau bei einer Open-Air-Aufführung am Waggon am Kulturgleis in Offenbach, oder 2014 den Film Der Mann mit der Kamera (1229) des Regisseurs Dsiga Wertow, den das Deutsche Ledermuseum Offenbach in seinem Kinosaal zur Aufführung brachte.

## Diskografie
- 1995: Ansonsten Schrank (Schweinehund Tapes, Tape.)
- 1998: Was kostet die Welt? (Knorz Records, 7'' EP)
- 1999: Jedermann sein eigner Schrank (Unpop Media, CD)
- 2006: Spektakelzeit (Unpop Media, CD EP)
- 2007: LoFi Discothek (Unpop Media, 7'' EP)
- 2007: Es geht nichts verloren, es geht nichts vorbei... (Unpop Media, CD)
- 2010: Froiedich's Kristkind (Unpop Media, Digital EP)
- 2010: Superstolk aus Offenbach (Unpop Media, CD)
- 2011: Superstolk Weihnachtsgala (Unpop Media, CD)
- 2012: Rhythmanalysis? Rhythmsynthesis! (Unpop Media, Digital EP)
- 2012: Ohne Finanzen keine Krise (Unpop Media, CD)
- 2012: Ohne Finanzen keine Krise Extended (Unpop Media, CD Box-Set)
- 2012: Kassel (Unpop Media, Digital EP)
- 2014: Super war Super (Rustikal Records, 12'' EP)
- 2014: Super war Super Tour (Unpop Media, CD)
- 2016: Ansonsten Schrank Extended (Unpop Media, Tape)
- 2016: Very Greatest Hits (Unpop Media, CD)
- 2017: Dann und Wann (Live 2006–2016). (Unpop Media, Tape)

Kompilationsbeiträge
- 1997: Ansonsten Schrank auf Komm Küssen Kompilation #1 (Komm Küssen Records, CD)
- 1999: Kleiner Schlumpf auf Irgendwo Dazwischen (Deck 8 Records, CD)
- 1999: Konsum Konsum auf Das sagst du so in Deinem jugendlichen Leichtsinn (Tummetott Tonträger, LP)
- 2007: Super war Super auf Reproduktionskreislauf des Kapitals (No Name, Digital Album)